# Duke Nukem 3D
Duke Nukem 3D es un videojuego de disparos en primera persona en 3D, desarrollado y distribuido por 3D Realms en 1996. Es la continuación de dos videojuegos de plataformas anteriores, Duke Nukem y Duke Nukem II. Posee una expansión llamada Duke Nukem 3D: Atomic Edition.

## Jugabilidad

### Diseño de niveles
Un atractivo del juego es el diseño de sus niveles y su gran variedad de acertijos. Contrario a los videojuegos del género que le preceden, en Duke Nukem 3D se puede apreciar una gran variedad de niveles, que incluyen espacios abiertos y ambientación desde calles a ciudades sumergidas o estaciones espaciales. Además, estos niveles no tienen un desarrollo completamente lineal, existiendo un gran número de recovecos y pasadizos, lo que los hace muy atractivos para el modo multijugador.
Los niveles están decorados también con una amplia gama de objetos de diversa índole, algunos de los cuales permiten interacción con el jugador o su destrucción.

### Armas y equipamiento
El juego incluye una amplia variedad de armas, desde la clásica pistola o escopeta, a armas experimentales capaces de congelar o encoger a los enemigos, pasando por lanzamisiles o bombas por control remoto.
El jugador también puede recoger una serie de objetos durante los distintos niveles que otorgan al personaje algunas capacidades. Por ejemplo, están disponibles esteroides para incrementar la fuerza y velocidad del jugador, un equipo de buceo, un jetpack para poder volar, gafas de visión nocturna o el llamado holoduke, que no es sino un doble holográfico de Duke Nukem, utilizado para distraer a los enemigos.

### Enemigos
También en Duke Nukem 3D hay una gran variedad de enemigos, de fuerza creciente según se avanza en el juego. Algunos de estos enemigos hacen uso de armas u objetos comunes al personaje del juego, por lo que al morir estos, Duke Nukem puede recogerlos. Además de estos enemigos, como es común en este tipo de juegos, al final de cada episodio hay un jefe final.

### Multijugador
Duke Nukem 3D dispone de un modo multijugador a través del cual pueden jugar hasta 8 jugadores. Este modo se puede configurar para que durante el juego también haya enemigos controlados por la máquina o se juegue en modo cooperativo contra los enemigos.

## Expansiones
Existen otras expansiones del videojuego no desarrolladas por profesionales y no oficiales, pero aquí solo se incluyen las que fueron comercializadas.

### Plutonium PAK/Atomic Edition
La Atomic Edition de Duke Nukem 3D fue lanzada en noviembre de 1996, y contenía los tres episodios del juego original y un nuevo cuarto episodio de once niveles.. El Plutonium PAK fue lanzado también como un pack de actualización para convertir la versión original de Duke Nukem 3D (v1.3d) a la nueva Atomic Edition (v1.4, después actualizada a v1.5). Incluía nuevos enemigos, un nuevo jefe final (La Reina), armas, y cambios en la interfaz para hacerla más sencillo. Por último, el jugador podía iniciar una sesión multijugador contra bots controlados por la inteligencia artificial.

### Duke Caribbean: Life's a Beach
Esta es una expansión autorizada, diseñada por Sunstorm Interactive. Duke se está relajando en una isla tropical cuando descubre que los alienígenas están teniendo sus propias "vacaciones". Esta expansión no oficial incluye un soleado ambiente caribeño, como playas, hoteles costeros, etc.
Charlie Wiederhold creó algunos niveles para esta expansión. Wiederhold fue posteriormente contratado por 3D Realms para trabajar en la secuela: Duke Nukem Forever.

### Duke it out in D.C.
En esta expansión, también desarrollada por Sunstorm, el presidente Bill Clinton es capturado por fuerzas alienígenas, y Duke debe salvarle. En la expansión se recrean lugares basados en emplazamientos reales, como la Casa Blanca, el cuartel general del FBI, el Instituto Smithsoniano, el Monumento a Washington y otros lugares de Washington D. C.. Si bien no era oficial, fue incluida en un recopilatorio oficial llamado Duke Nukem: Kill-A-Ton Collection a través de acuerdos comerciales con 3D Realms.

### Duke: Nuclear Winter
Esta expansión (también llamada Duke Nukem: Nuclear Winter) fue desarrollada por Simply Silly Software y WizardWorks. En su historia, Papá Noel es controlado mentalmente por los alienígenas para causar problemas en la Tierra. Muchos de los niveles tienen lugar cerca del Polo Norte.

### Otras
- Duke Xtreme: Una expansión desarrollada por Sunstorm y que contiene 50 niveles y varias utilidades.
- Duke!Zone: Duke!Zone fue distribuida por WizardWorks; incluía cerca de 500 niveles desarrollados por fanáticos.
- Duke!Zone II: WizardWorks después creó una expansión llamada Duke!Zone II, que contenía tres episodios diseñados por ellos mismos.
- Duke Assault: La última expansión autorizada contenía casi 1500 niveles para Duke Nukem 3D. Vendida por WizardWorks y creado por los fanáticos.

## Desarrollo
La tercera parte del juego supuso un gran cambio respecto a sus predecesores, incluyéndose la tercera dimensión, aunque ficticia. Los mapas son tridimensionales, sin embargo el resto de elementos del juego como enemigos y objetos son bidimensionales y se muestran a través de sprites, y no con polígonos. Sin embargo, el motor gráfico, denominado Build, permitía hacer cosas bastante más complejas que las que podían hacerse con motores anteriores, como el utilizado en Doom.
Debido a este supuesto falso 3D, Duke Nukem 3D se considera erróneamente como 2.5D (dos dimensiones y media) ya que el juego en si, sí que es 3D. Aunque no sería hasta la salida de Quake en la que los videojuegos de disparos en primera persona comenzarían a utilizar motores totalmente tridimensionales (escenarios y enemigos).

### Código fuente
El código fuente de Duke Nukem 3D fue liberado bajo la licencia GPL el 1 de abril de 2003, aunque los derechos sobre el videojuego permanecieron bajo la propiedad de 3D Realms (luego adquiridos por Gearbox). El juego fue rápidamente portado por aficionados a sistemas operativos modernos como Microsoft Windows, GNU/Linux y Mac OS X e incluso a sistemas operativos para teléfonos móviles como Symbian OS. Esto le dio al videojuego una segunda juventud, haciéndolo de nuevo muy popular en Internet. Asimismo, se crearon programas para iniciar partidas entre varios jugadores para estas versiones.
Con el paso del tiempo, Duke Nukem 3D se ha convertido en un verdadero fenómeno mediático. A través de Internet es posible encontrar numerosos mods del juego, con nuevas armas, objetos, enemigos o niveles. Con el motor de Duke Nukem 3D, los fanáticos han realizado una gran cantidad de nuevas versiones, ya sea inspirados en películas o directamente por la imaginación.
Tras la liberación del código fuente en 2003 se creó el High Resolution Pack, en el que se incluían texturas de alta resolución y tanto los enemigos como los sprites de las manos y armas pasaron a ser en tres dimensiones, aunque aumentando considerablemente los requisítos mínimos de ordenador para poder jugar.
Las últimas versiones del High Resolution Pack incluyen un sistema de luces dinámicas (denominado polymer) que aumenta la calidad gráfica enormemente, pero requiere un gran procesador y tarjeta gráfica para hacerlo funcionar correctamente.

## Recepción
Todas las versiones del juego han obtenido una puntuación positiva en GameRankings y Metacritic. El lanzamiento original en MS-DOS tiene un puntaje de 88.50% en GameRankings y un puntaje de 89/100 en Metacritic. La versión lanzada en Sega Saturn tiene un puntaje agregado de 82.50% en GameRankings. La versión lanzada en Xbox 360 tiene un puntaje agregado de 80.67% en GameRankings, mientras que tiene una puntuación de 80/100 en Metacritic. La versión de iOS tiene un puntaje agregado de 63.80% en GameRankings.

## Críticas
Duke Nukem 3D fue duramente criticado por su marcada actitud machista. En el videojuego, pueden verse por distintos niveles prostitutas o estríperes, las cuales destapan sus pechos si el jugador les ofrece dinero, a las cuales también se les puede asesinar. Asimismo, la violencia demostrada por el videojuego, así como las frases que de vez en cuando dice el personaje, también fueron motivo de controversia.
Con todo esto, el juego incluye la posibilidad de activar una especie de control paterno, que eliminaba del juego todo el contenido que pudiera resultar ofensivo o perjudicial para los menores de edad.

## Secuelas y versiones
- Duke Nukem (Game Boy Color)
- Duke Nukem 3D (PC)
- Duke Nukem 3D (iOS, iPod touch, iPhone)
- Duke Nukem 64 (Nintendo 64)
- Duke Nukem: Zero Hour (Nintendo 64)
- Duke Nukem: Time to Kill (PlayStation)
- Duke Nukem: Land of the Babes (PlayStation)
- Duke Nukem: Manhattan Project (PC)
- Duke Nukem Advance (Game Boy Advance)
- Duke Nukem Mobile (Tapwave Zodiac, teléfonos móviles)
- Duke Nukem Forever (PC, PlayStation 3, Xbox 360)